# Sergej Savel'ev
Sergej Petrovič Savel'ev (in russo Серге́й Петро́вич Саве́льев?; Rajčichinsk, 26 dicembre 1948 – Mosca, 29 ottobre 2005) è stato un fondista sovietico, dal 1991 russo.

## Palmarès

### Olimpiadi
- 2 medaglie:
  - 1 oro (Innsbruck 1976 nella 30 km)
  - 1 bronzo (Innsbruck 1976 nella staffetta 4x10 km)

### Mondiali
- 1 medaglia:
  - 1 oro (Lahti 1978 nella 30 km)